# دوم دوم جنوبی
دوم دوم جنوبی
شهر دوم دوم جنوبی (به انگلیسی: South Dum Dum) با جمعیت ۵۰۹٫۹۱۷ نفر در ایالت بنگال غربی در کشور هند واقع شده‌است.